# MasterCard Tennis Cup 2010
Il MasterCard Tennis Cup 2010 è un torneo professionistico di tennis maschile giocato sulla terra rossa, che faceva parte dell'ATP Challenger Tour 2010. Si è giocato a Campos do Jordão in Brasile dal 2 all'8 agosto 2010.

## Partecipanti

### Teste di serie
| Nazionalità | Giocatore              | Ranking* | Testa di serie |
| ----------- | ---------------------- | -------- | -------------- |
| Brasile     | Ricardo Mello          | 89       | 1              |
| Francia     | David Guez             | 125      | 2              |
| Brasile     | Marcos Daniel          | 126      | 3              |
| Francia     | Josselin Ouanna        | 133      | 4              |
| Brasile     | João Souza             | 139      | 5              |
| Brasile     | Júlio Silva            | 172      | 6              |
| Brasile     | Caio Zampieri          | 188      | 7              |
| Francia     | Charles-Antoine Brézac | 239      | 8              |

- Ranking al 26 luglio 2010.

### Altri partecipanti
Giocatori che hanno ricevuto una wild card:
- Guilherme Clezar
- Marcelo Demoliner
- José Pereira
- Thiago Pinheiro

Giocatori passati dalle qualificazioni:
- Rogério Dutra da Silva
- Toshihide Matsui
- Fernando Romboli
- Eduardo Struvay

## Campioni

### Singolare
Izak van der Merwe ha battuto in finale  Ricardo Mello con il punteggio di 7–6(6), 6–3

### Doppio
Rogério Dutra da Silva /  Júlio Silva hanno battuto in finale  Vítor Manzini /  Pedro Zerbinni con il punteggio di 7–6(3), 6–2